# Melodrama (álbum)
Melodrama es el segundo álbum de la cantante y compositora neozelandesa Lorde, lanzado el 16 de junio de 2017 por Republic Records. En 2014, Lorde mencionó que ya estaba trabajando en su segundo álbum de estudio y dijo que sería "totalmente diferente" a lo que había hecho anteriormente. En 2015  Lorde le dio un cambio de 180 grados a su siguiente álbum tras la ruptura con su expareja y sus experiencias de su tour.
Lorde conoció a Jack Antonoff en 2015 en un concierto de la cantante canadiense 
Grimes, y decidieron trabajar juntos en lo que sería su siguiente álbum de estudio. El álbum fue grabado durante un período de 18 meses.
El 7 de noviembre de 2016 (el día de su cumpleaños) Lorde escribió una carta en Facebook, diciendo: "Escribí el último álbum sobre ese mundo que eran los suburbios donde crecí y poblado por mis amigos y personas que eran realmente familiares para mí, Ahora estoy en un lugar diferente todos los días y estoy con gente nueva todos los días y es un ambiente diferente». También explicó que quería «dar a la gente un poco de espacio para respirar» antes de sacar nuevo material."
Melodrama ha sido descrito como un álbum de concepto suelto que explora el tema de la soledad, en el marco de una fiesta de una sola casa con los eventos y los estados de ánimo que la implican. Lorde escribió y produjo el álbum en su totalidad junto a las manos de Jack Antonoff, con contribuciones de producción adicionales de Frank Dukes, Malay, Andrew Wyatt, Joel Little y Flume, entre otros. 
Lanzado en junio de 2017, el álbum superó las listas en Nueva Zelanda, Australia, Estados Unidos y Canadá. Melodrama recibió elogios de la crítica, con algunas publicaciones citándolo como el "mejor álbum del año". Fue incluido en la lista de los 1001 Álbumes que hay que oír antes de morir en su edición del 2018.
En el 2020 el álbum fue incluido en la lista de los 500 mejores álbumes de todos los tiempos de la revista Rolling Stone, ocupando el puesto 460.

## Antecedentes
En diciembre de 2013, Lorde reveló a Billboard que había comenzado a escribir material para su segundo álbum. En junio de 2014, Lorde insinuó que su próximo álbum sonaría «totalmente diferente», diciendo: «Escribí el último álbum sobre ese mundo que eran los suburbios donde crecí y poblado por mis amigos y personas que eran realmente familiares para mí, Ahora estoy en un lugar diferente todos los días y estoy con gente nueva todos los días y es un ambiente diferente». También explicó que quería «dar a la gente un poco de espacio para respirar» antes de sacar nuevo material.
El 31 de diciembre de 2015, Lorde tuiteó que había susurrado el título del álbum a su madre. Ella también tuiteó que estaba sintiendo «calladamente emocionada este 2016». La artista insinuó que estaba trabajando en el álbum el 25 de junio de 2016 con un post a Instagram, con el subtítulo que dice «Es verano, en el estudio también». El 23 de agosto de 2016, Lorde respondió a un comentario en un post de Instagram, afirmando que había terminado de escribir el disco y que estaba en la fase de producción.
En noviembre de 2016, Lorde publicó una actualización de Facebook que decía: «Escribir Pure Heroine era mi forma de consagrar nuestra gloria adolescente, ponerlo en luces para siempre para que parte de mí nunca muera, y este álbum - bueno, este es acerca de lo que viene a continuación ... La fiesta está a punto de empezar, estoy a punto de mostrarte el nuevo mundo.»  Ella explicó que lanzaría nueva música pronto.
En una entrevista con Vanity Fair, Lorde discutió el contenido del álbum, así como el título Melodrama, una alusión a la tragedia griega y el arte de la actuación. Ella declaró que el título es un "guiño a los tipos de emociones que experimenta cuando tienes 19 o 20. Tuve unos intensos dos años, y todo lo que estaba sintiendo, ya fuera llorando, riendo, bailando o enamorado, cada uno de ellos se sentía como la versión más concentrada de esa emoción. También tengo un amor por el teatro y me encanta dibujar un paralelo con las tragedias griegas. Pero definitivamente hay un elemento de lengua en la mejilla, es muy divertido para el título de su disco Melodrama". Además, hizo comparaciones entre este álbum y Pure Heroine, sobre todo en términos de las salidas estilísticas entre los dos: "Es un poco más estilizada que la primera, es realmente una colección de momentos, pensamientos y viñetas cuando me dije: "No se olvide de esto." Y no fue hasta que me entró el corazón destrozado, y se mudó de casa [de mis padres] a mi propia casa y pasó mucho tiempo totalmente solo, que me di cuenta que tengo muy serio , sentimientos vívidos que necesitaba para salir trabajando con [el co-guionista / coproductor] Jack Antonoff me abrió a sentirme mucho, él era la persona perfecta para ayudarme a hacer eso ".
Lorde reveló el título del álbum el 2 de marzo de 2017.

## Composición
Lorde compuso las canciones de Melodrama en su natal Nueva Zelanda. Ella describió el álbum como «un álbum sobre estar solo, las partes buenas y las partes malas», y también como un álbum conceptual, contando la historia de una fiesta en casa. En un artículo del New York Times, se afirma que Lorde tiene una «condición neurológica conocida como sinestesia de sonido a color», e ideó códigos de color para cada canción. También se observó que Lorde quería explorar un «modo catártico» para el álbum. Lorde trabajó en el álbum en el estudio casero de Jack Antonoff en Nueva York.
«The Louvre» ha sido descrito por Entertainment Weekly como una canción sobre las primeras etapas de una relación casual "condenada al fracaso". La canción comienza con la voz de Lorde acompañada por una guitarra, antes de convertirse en "una tormenta de glitchyelectro-pop". "Hard Feelings / Loveless" ha sido descrita como una canción de separación de dos partes, que toma el cliché de "ex-novia loca" a "extremos extremos de la atracción fatal". Sal Cinquemani, de Slant Magazine, describió "Hard Feelings" como una canción "infundida industrialmente" y "Loveless" como "la pista de adormidera más desvergonzada que Lorde ha grabado hasta la fecha, salpicada de espinosos bon mots".
Lorde ha afirmado Melodrama "no es un álbum conceptual", pero tiene una narrativa suelta. Una noche fuera "es una metáfora realmente interesante para la edad adulta joven y encapsulado todas las emociones que quería cubrir".

## Promoción
El 27 de febrero de 2017, se anunció en Nueva Zelanda el lanzamiento de la nueva música. El anuncio mostraba a Lorde sentada en el asiento trasero de un coche, bebiendo una copa, con un piano optimista tocando en el fondo. La pantalla entonces corta al negro, mostrando las fechas «3.2.17 NYC 3.3.17 NZ.». Lorde también tuiteó el enlace que llevó a una página web que mostraba el vídeo. Nuevos fragmentos fueron publicados en "imwaitingforit.com" en los días previos a la publicación. El sitio web de estos videos se tituló M*******a, lo que provocó el nombre del álbum.  El 1 de marzo, Lorde tuiteó una foto de un mapa con 3 lugares identificados. Cada lugar tenía un teaser diferente de su nuevo sencillo, oficialmente titulado Green Light.
Green Light fue lanzado oficialmente el 2 de marzo de 2017. Fue acompañado por un video musical que incluyó Lorde en una ciudad, cortes con escenas de ella en un club, en el asiento trasero de un taxi, y bailando en el techo de dicho taxi. Lorde lanzó un sencillo promocional, titulado Liability, el 9 de marzo de 2017. También reveló que el álbum sería lanzado el 16 de junio de 2017. Lorde realizó «Green Light» y «Liability» en Saturday Night Live el 11 de marzo de 2017 recibiendo críticas positivas.
Lorde debutó una nueva canción, «Sober» en un concierto «pre-Coachella pequeña» en Pappy & Harriet's el 15 de abril, así como otra canción, «Homemade Dynamite» durante el Festival de Música y Artes de Coachella Valley el 16 de abril.

## Sencillos
Lorde anunció el título del álbum vía Twitter y al mismo tiempo soltó el sencillo "Green Light" y su video musical acompañante, el 2 de marzo de 2017. La canción alcanzó el número uno en Nueva Zelanda, número 19 en el Billboard Hot 100 y el número 20 en el Reino Unido.
"Perfect Places" fue lanzado como el segundo sencillo el 1 de junio de 2017, mientras que su video musical acompañante surgió el 3 de agosto de 2017. Impactó la radio de rock estadounidense moderno el 6 de junio de 2017, como el segundo sencillo oficial.
Un remix de "Homemade Dynamite" en colaboración con Khalid, Post Malone y SZA fue confirmado como el tercer sencillo del álbum, siendo lanzado el 14 de septiembre de 2017. Lorde interpretó la canción en el 2017 MTV Video Music Awards el 27 de agosto de 2017.

### Sencillos Promocionales
"Liability" fue lanzado como el primer sencillo promocional del álbum el 10 de marzo de 2017. "Sober" fue lanzado como el segundo sencillo promocional el 9 de junio de 2017.

## Recepción crítica
En el sitio agregado Metacritic, Melodrama tiene una puntuación media de 91 sobre 100, basado en 33 revisiones, lo que indica "aclamación universal". Sal Cinquemani de Slant Magazine dio al álbum una calificación de 4,5 estrellas de 5 diciendo que "[Melodrama] simmers y construye de pista en pista, cargado con improbables ganchos", y "es catártico, dramático, y todo lo demás que usted podría querer un álbum Titulado Melodrama para ser ". Will Hermes de Rolling Stone calificó el álbum de 4 de 5 estrellas, declarando que "la escritura de Lorde y las voces fantásticamente íntimas, que van desde sus witchy, sin procesar bajo-registro warbles a todo tipo de máscaras digitalizadas, hacen que sea importante".
Nolan Feeney de Entertainment Weekly dio al álbum una calificación de 'A', escribiendo que "Lorde hace que la fiesta sea sana" y que "las composiciones que cambian de forma dan a Melodrama una paleta más rica y dinámica que los ritmos minimalistas de Pure Heroine". Feeney también señala: "Las pistas están en constante diálogo consigo mismas: los motivos de montar en los coches y las "cintas" que la unen a un amante se repiten a lo largo del álbum, añadiendo capas a la historia". La escritora de Pitchfork, Stacey Anderson, escribe: "Lorde capta emociones como ninguna otra, su segundo álbum es un estudio magistral de ser una mujer joven, un disco liso y húmedo lleno de dolor y hedonismo, elaborado con el máximo cuidado y sabiduría". Slant Magazine escribió "si es un disco de partido disfrazado como un álbum de ruptura o un álbum disgregado disfrazado de disco de fiesta, es catártico, dramático, y todo lo que usted podría querer un álbum titulado Melodrama". Joe Goggins declaró: "[Lorde] es intensamente consciente de sí misma y, en consecuencia, es capaz de tomar todas las inelegancias de la juventud-los tropeos de las puertas del club nocturno, la ropa esparcida por el piso del dormitorio, lo apocalíptico que Primero se siente la angustia - y convertirlos en algo exquisito ".

## Rendimiento Comercial
Diez días después del lanzamiento del álbum, Billboard anunció que Lorde había debutado en el número uno del Billboard Hot 200, lista que posiciona discos musicales según las ventas semanales que tienen. Melodrama vendió 107.000 copias en su primera semana sólo en Estados Unidos siendo este su primer número uno en cuanto a discos se refiere en dicho país. A pesar de que su anterior trabajo discográfico Pure Heroine vendió 120.000 copias en su semana debut, este se posicionó en el número 3.
Con el fin de promocionar este álbum, la cantante se embarcó en la gira Melodrama World Tour, la cual anunció el 8 de junio de 2017. 

## Lista de canciones
Créditos tomados de Tidal.
| N.º   | Título                     | Letras               | Música                                       | Productor(es)                                                 | Duración |  |
| 1.    | «Green Light»              | Lorde, Jack Antonoff | Lorde, Antonoff, Joel Little                 | Lorde, Antonoff, Frank Dukes, Kuk Harrell^                    | 3:54     |  |
| 2.    | «Sober»                    | Lorde                | Lorde, Antonoff                              | Lorde, Antonoff, Malay, Harrell^                              | 3:17     |  |
| 3.    | «Homemade Dynamite»        | Lorde, Tove Lo       | Lorde, Lo, Jakob Jerlström, Ludvig Söderberg | Dukes, Lorde, Harrell^                                        | 3:09     |  |
| 4.    | «The Louvre»               | Lorde                | Lorde, Antonoff                              | Lorde, Antonoff, Flume¯, Malay¯                               | 4:31     |  |
| 5.    | «Liability»                | Lorde, Antonoff      | Lorde, Antonoff                              | Lorde, Antonoff                                               | 2:51     |  |
| 6.    | «Hard Feelings / Loveless» | Lorde                | Lorde, Antonoff                              | Lorde, Antonoff, Dukes¯ (en Loveless)                         | 6:07     |  |
| 7.    | «Sober II (Melodrama)»     | Lorde                | Lorde, Antonoff                              | Lorde, Antonoff, Dukes, S1¯, Harrell*                         | 2:58     |  |
| 8.    | «Writer In The Dark»       | Lorde                | Lorde, Antonoff                              | Lorde, Antonoff                                               | 3:36     |  |
| 9.    | «Supercut»                 | Lorde                | Lorde, Antonoff                              | Lorde, Antonoff, Little, Dukes¯, Jean-Benoît Dunckel¯, Malay¯ | 4:37     |  |
| 10.   | «Liability (Reprise)»      | Lorde                | Lorde, Antonoff                              | Lorde, Antonoff                                               | 2:16     |  |
| 11.   | «Perfect Places»           | Lorde                | Lorde, Antonoff                              | Lorde, Antonoff, Andrew Wyatt, Dukes¯                         | 3:41     |  |
| 41:04 |                            |                      |                                              |                                                               |          |  |

Notas
- (¯) denota productor adicional.
- (^) denota productor vocal.
- (*) denota productor vocal adicional.

## Personal
- Lorde - voz, producción, producción ejecutiva
- Jack Antonoff - producción ejecutiva, producción  (pistas 1-2, 4-11), mezclando
- Brandon Bost - asistente de mezcla  (pistas 5, 7-8, 10)

Tom Coyne (ingeniero de la música) Tom Coyne (maestría)
- Frank Dukes - producción, producción adicional  (pistas 6, 9, 11)
- Jean-Benoît Dunckel - producción adicional  (pista 9)
- Greg Eliason - ingeniero asistente  (pistas 1-4, 6-9, 11)
- Tom Elmhirst - mezcla  (pistas 5, 7-8, 10)
- Eric Eylands - ingeniero asistente
- Flume - producción adicional  (pista 4)
- Serban Ghenea - mezcla  (pistas 1-4, 6, 9, 11)
- John Hanes - diseñado para la mezcla  (pistas 1-4, 6, 9, 11)
- Kuk Harrell - producción vocal  (pistas 1-3), producción vocal adicional  (pista 7)
- Joel Little - producción  (pista 9)

 (pista 2), producción adicional  (pistas 4, 9)
- Barry McCready - ingeniero asistente  (pistas 1-2, 4-11)
- Randy Merrill - masterización  (pistas 2-4, 6-11)
- Brendan Morawski - ingeniero asistente
- Seth Paris - ingeniero asistente
- S1 - producción adicional
- Ben Sedano - ingeniero asistente
- Laura Sisk - ingeniería
- Joe Visciano - assistant mix
- Andrew Wyatt - producción

 'Diseño y gestión' 
- 12: 01 - dirección artística, diseño
- Jonathan Daniel - dirección
- Trieste Douglas - Administración de A & R
- Sam McKinniss - ilustraciones de portada
- Bob McLynn - dirección
- Ron Perry - Ron & Perry
- Alex Sarti - dirección
- Theo Wenner - fotografía
- Rebekah Woods - Administración de A & R
- World of McIntosh Townhouse - tiros de la piscina

## Posicionamientos

### Semanales
| Chart (2017)                            | Peak position |
| --------------------------------------- | ------------- |
| Australia (ARIA)                        | 1             |
| Austria (Ö3 Austria)                    | 8             |
| Bélgica (Ultratop Flandes)              | 12            |
| Bélgica (Ultratop Valonia)              | 12            |
| Canadá (Billboard Canadian Albums)      | 1             |
| República Checa (ČNS IFPI)              | 3             |
| Dinamarca (Hitlisten)                   | 6             |
| Países Bajos (Album Top 100)            | 6             |
| Finlandia (Suomen virallinen lista)     | 15            |
| Francia (SNEP)                          | 29            |
| Alemania (Official German Charts)       | 11            |
| Hungría (MAHASZ)                        | 33            |
| Irlanda (IRMA)                          | 3             |
| Italia (FIMI)                           | 8             |
| Japón (Oricon)                          | 87            |
| Corea del Sur (Gaon)                    | 6             |
| Nueva Zelanda (RMNZ)                    | 1             |
| Noruega (VG‑lista)                      | 4             |
| Polonia (ZPAV)                          | 13            |
| Portugal (AFP)                          | 10            |
| Escocia (OCC)                           | 7             |
| Spanish Albums (PROMUSICAE)             | 9             |
| Suecia (Sverigetopplistan)              | 10            |
| Suiza (Schweizer Hitparade)             | 7             |
| Reino Unido (UK Albums Chart)           | 5             |
| Estados Unidos (Billboard 200)          | 1             |
| Estados Unidos (Top Alternative Albums) | 1             |

## Certificaciones
| Organismo certificador | Certificación | Ventas certificadas |
| ---------------------- | ------------- | ------------------- |
| Nueva Zelanda (RIANZ)  | 2x Platino    | 30 000              |
| Brasil (ABPD)          | Oro           | 40 000              |
| Canadá (Music Canada)  | Platino       | 80 000              |
| Reino Unido (BPI)      | Plata         | 60 000              |
| Estados Unidos (RIAA)  | Oro           | 500 000             |
| Australia (ARIA)       | Platino       | 70 000              |